# سیارک ۷۸۵۲
سیارک ۷۸۵۲ (به انگلیسی: 7852 Itsukushima، نامگذاری:7604P-L) هفت هزار و هشتصد و پنجاه و دومین سیارک کشف شده‌است که در ۱۷ اکتبر ۱۹۶۰ کشف شد.
قدر مطلق سیارک برابر ۱۳٫۹۰ است.